# Kremenchuk
Kremenchuk (tiếng Ukraina: Кременчук) là một thành phố thuộc tỉnh Poltava, Ukraina, thủ phủ huyện Kremenchuk. Kremenchuk có diện tích 96 km2 dân số 225.216 người (thời điểm năm 2015).
Thành phố nằm ở khu vực có độ cao 80 mét trên mực nước biển. 
Kremenchuk là thành phố công nghiệp hàng đầu khu vực Poltava.

## Thành phố kết nghĩa
Kremenchuk kết nghĩa với:
- Svishtov, Bulgaria
- Ôn Châu, Trung Quốc
- Bydgoszcz, Ba Lan
- Berdiansk, Ukraina
- Bila Tserkva, Ukraina
- Kolomyia, Ukraina
- Gia Dục Quan, Trung Quốc
- Alytus, Litva
- Sidoarjo, Indonesia
- Michalovce, Slovakia
- Snina, Slovakia
- Providence, Rhode Island, Hoa Kỳ
- Bitola, Bắc Macedonia
- Rishon LeZion, Israel